# Ubuntu (filosofi)
För andra betydelser, se Ubuntu (olika betydelser).
Ubuntu (zulu/xhosa: ùɓúntʼú, 'medmänsklighet'), unhu (shona) eller uMunthu (chichewa) är en afrikansk etisk eller humanistisk filosofi. Den fokuserar på människors solidaritet och relation med varandra och kan översättas som medmänsklighet. Filosofin har fått ökad spridning och betydelse i Sydafrika efter apartheiderans slut.

## Bakgrund, historia

### Definition
Ubuntu kan definieras som "Jag är vad jag är på grund av vilka vi alla är" (från översättning gjord av den liberianska fredsaktivisten Leymah Gbowee) eller "Jag är eftersom du är". Den har även noterats som "Jag behöver dig för att vara jag och du behöver mig för att vara du." (okänd talare). Enligt ubuntu påpekas att individer behöver andra för att kunna nå ett sant förverkligande av sig själva.
Ordet ubuntu återfinns i olika stavningsvarianter i flera ngunispråk. Den allmänna betydelsen är mänsklighet, medmänsklighet eller vänlighet. Det relaterade zulu-begreppet umuntu ngumuntu ngabantu menar att en människa endast är en människa genom hennes relation till andra människor.

### Utveckling, användning
Vissa anser att ubuntu är en klassisk afrikansk filosofi eller världsåskådning, medan andra påpekar att idén att ubuntu är en filosofi eller världsbild som först på senare år utvecklats i skriftliga källor. Både Nelson Mandela och Desmond Tutu har framhållit begreppet som del av en "afrikansk renässans", med rötter i positiva sydafrikanska värden.
Enligt den före detta ärkebiskopen Tutu handlar ubuntu om att människors öden är sammankopplade och att våra liv påverkas djupt av hur våra medmänniskor lever. Denna koppling till ett gemensamt ansvar har lett till utvecklingen av en teologi baserad på samma principer. Ubuntu ses här också i ett historiskt perspektiv, där den enskilda individen också bara är en i en lång kedja av relaterade människor.
Rent generellt har ubuntu-begreppet kopplats samman med de politiska förändringarna i Sydafrika sedan apartheidpolitikens sammanbrott. På senare år har begreppet även spridits vidare av författaren och forskaren Michael Tellinger, via hans parti Ubuntu Party.
Ubuntu har även kommit till användning inom handelssektorn och vid utveckling av olika stödprogram. Vissa ser här ubuntu-begreppet kopplat till ett behov att utforma problemlösningar som är anpassade för de afrikanska problemen.
Medan ubuntu-begreppet åren efter millennieskiftet fått en ökad internationell spridning, används det motsvarande traditionella maximet i delar av det sydafrikanska samhället allt mindre. Det kan på lokal nivå mer ses som kopplat till allmän vänlighet, utan särskilt afrikanska värden.
Ubuntu som ord har dock fått ökad användning i större sammanhang, i samband med utvecklingsfonder, särskilda ubuntubyar, en rättvisemärkt läskedryck och ett ubuntuuniversitet. Dessutom har det fått ge namn åt operativsystemet Ubuntu.